# Санта-Клауси
«Санта-Клауси», або «Святі Миколаї» (англ. The Santa Clauses) — американський різдвяний комедійний мінісеріал, створений для Disney+ і заснований на серії фільмів «Санта-Клаус». Він є продовженням фільму «Санта-Клаус 3» (2006), а серед акторів відмічені Тім Аллен, Елізабет Мітчелл, Ерік Ллойд та Девід Крамгольц, які повторюють свої ролі з серії фільмів. Шоуранером і виконавчим продюсером став Джек Бердітт.
Прем'єра першого сезону відбулася 16 листопада 2022 року.

## Синопсис
Скотт Келвін на порозі свого 65-річчя і розуміє, що не може вічно залишатися Сантою. Він починає гірше виконувати свої обов'язки Санти, і, що важливіше, у нього є сім’я, яка могла б отримати вигоду від життя в нормальному світі, особливо двоє синів, один з яких виріс у Лейксайді, Іллінойс, а інший виріс на полюсі. З багатьма ельфами, дітьми та родиною, Скотт вирішується знайти відповідну заміну Санті, готуючи свою родину до нової пригоди в житті на південь від полюса.

## Актори та персонажі
| Актор              | Роль                       | Опис |
| ------------------ | -------------------------- | --- |
| Тім Аллен          | Скотт Келвін / Санта-Клаус | |
| Елізабет Мітчелл   | Керол Келвін / Місіс Клаус | |
| Кел Пенн           | Саймон Чоксі               | винахідник ігор, розробник продуктів і батько-одинак, він прагне стати наступним Джеффом Безосом. Але «все змінюється» після того, як він відвідує Північний полюс                           |
| Ерік Ллойд         | Чарлі Келвін               | єдиний син Скотта від попереднього шлюбу. |
| Остін Кейн         | Бадді «Кел» Келвін-Клаус   | молодший син Скотта та єдиний син Керол, зведений брат Чарлі, який хоче жити власним життям. У The Santa Clause 3: The Escape Clause його назвали Бадді на честь його діда по маминій лінії. |
| Елізабет Аллен-Дік | Сандра Келвін-Клаус        | молодша дочка Скотта та Керол |
| Матильда Ловлер    | Бетті                      | начальник штабу Санти |
| Рупалі Редд        | Грейс Чоксі                | добродушна дочка Саймона |
| Девін Брайт        | Ноель                      | права рука Санти |
| Девід Крамгольц    | Бернард                    | колишній правий ельф Санти |
| Лора Сан Джакомо   | Бефана                     | Різдвяна відьма, італійський фольклорний святковий персонаж, яка живе в Хитких лісах. |

Пейтон Меннінґ виступає як потенційний кандидат на заміну Санті.

## Епізоди
| № | Назва                                        | Режисер        | Сценарій                     | Дата прем'єри     |
| - | -------------------------------------------- | -------------- | ---------------------------- | ----------------- |
| 1 | «Chapter One: Good To Ho»                    | Джейсон Вінер  | Джек Бурдітт                 | 16 листопада 2022 |
| 2 | «Chapter Two: The Secessus Clause»           | Буде визначено | Кеті Коллотон, Кеті О'Брайен | 16 листопада 2022 |
| 3 | «Chapter Three: Into the Wobbly Wood»        | Буде визначено | Кевін Генч                   | 23 листопада 2022 |
| 4 | «Chapter Four: The Shoes Off the Bed Clause» | Буде визначено | Арі Берковіц, Елісон Беннетт | 30 листопада 2022 |

## Виробництво

### Розробка
У січні 2022 року було оголошено, що розробляється лімітований серіал, який стане продовженням серії фільмів «Санта-Клаус», у якому Тім Аллен знову зіграє свою роль, а також виступить виконавчим продюсером. Спочатку серіал отримав робочу назву «Клауси» (англ. The Clauses), а концептуалізація проекту була спрямована на випуск ексклюзивного потокового випуску для Disney+ . Джек Бердітт буде шоуранером і виконавчим продюсером, а Джейсон Вінер буде режисером та виконавчим продюсером.

### Кастинг
Було оголошено, що Тім Аллен і Елізабет Мітчелл повторять свої ролі Скотта Келвіна (Санта-Клауса) і Керол Келвін (місіс Клаус) відповідно. Крім того, Кел Пенн приєднався до акторського складу як персонаж на ім'я Саймон Чоскі. Елізабет Аллен-Дік, реальна дочка Тіма Аллена, була обрана в її акторському дебюті на роль дочки Скотта. Остін Кейн, Рупалі Редд і Девін Брайт також приєдналися до акторського складу. Матильда Ловлер приєдналася до додаткового акторського складу. Наприкінці липня 2022 року було підтверджено, що Девід Крамгольц знову зіграє роль Бернарда, а наступного місяця було оголошено, що Лора Сан Джакомо зіграє Різдвяну відьму.

### Зйомки
Зйомки серіалу почалися в березні 2022 року в Лос-Анджелесі, а оператором виступив Дж. П. Вакаяма . Зйомки завершилися в червні 2022 року.

## Вихід
Прем’єра «Санта-Клаусів» відбулася 16 листопада 2022 року на Disney+, відразу вийшли перші дві серії.